# Crempigny-Bonneguête
Crempigny-Bonneguête est une commune française située dans le département de la Haute-Savoie, en région Auvergne-Rhône-Alpes. Elle fait partie du pays de l'Albanais et du canton de Rumilly.

## Urbanisme

### Typologie
Au 1er janvier 2024, Crempigny-Bonneguête est catégorisée commune rurale à habitat dispersé, selon la nouvelle grille communale de densité à sept niveaux définie par l'Insee en 2022.
Elle est située hors unité urbaine. Par ailleurs la commune fait partie de l'aire d'attraction d'Annecy, dont elle est une commune de la couronne,. Cette aire, qui regroupe 79 communes, est catégorisée dans les aires de 200 000 à moins de 700 000 habitants,.

### Occupation des sols
L'occupation des sols de la commune, telle qu'elle ressort de la base de données européenne d’occupation biophysique des sols Corine Land Cover (CLC), est marquée par l'importance des territoires agricoles (60 % en 2018), une proportion sensiblement équivalente à celle de 1990 (59,5 %). La répartition détaillée en 2018 est la suivante : 
forêts (39,9 %), prairies (34,2 %), terres arables (21,4 %), zones agricoles hétérogènes (4,4 %), milieux à végétation arbustive et/ou herbacée (0,1 %).
L'IGN met par ailleurs à disposition un outil en ligne permettant de comparer l’évolution dans le temps de l’occupation des sols de la commune (ou de territoires à des échelles différentes). Plusieurs époques sont accessibles sous forme de cartes ou photos aériennes : la carte de Cassini (XVIIIe siècle), la carte d'état-major (1820-1866) et la période actuelle (1950 à aujourd'hui).

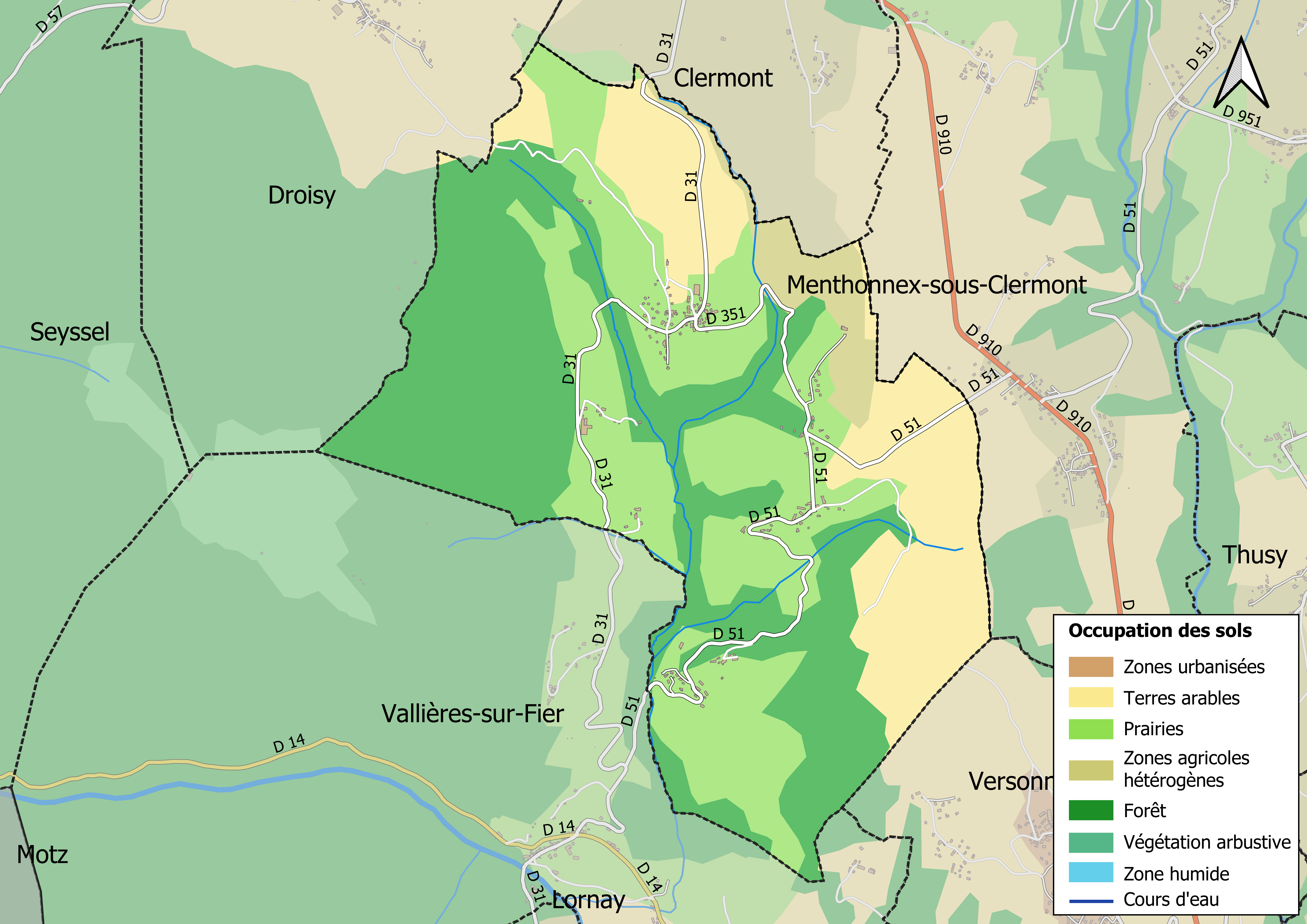
Carte des infrastructures et de l'occupation des sols en 2018 (CLC) de la commune.
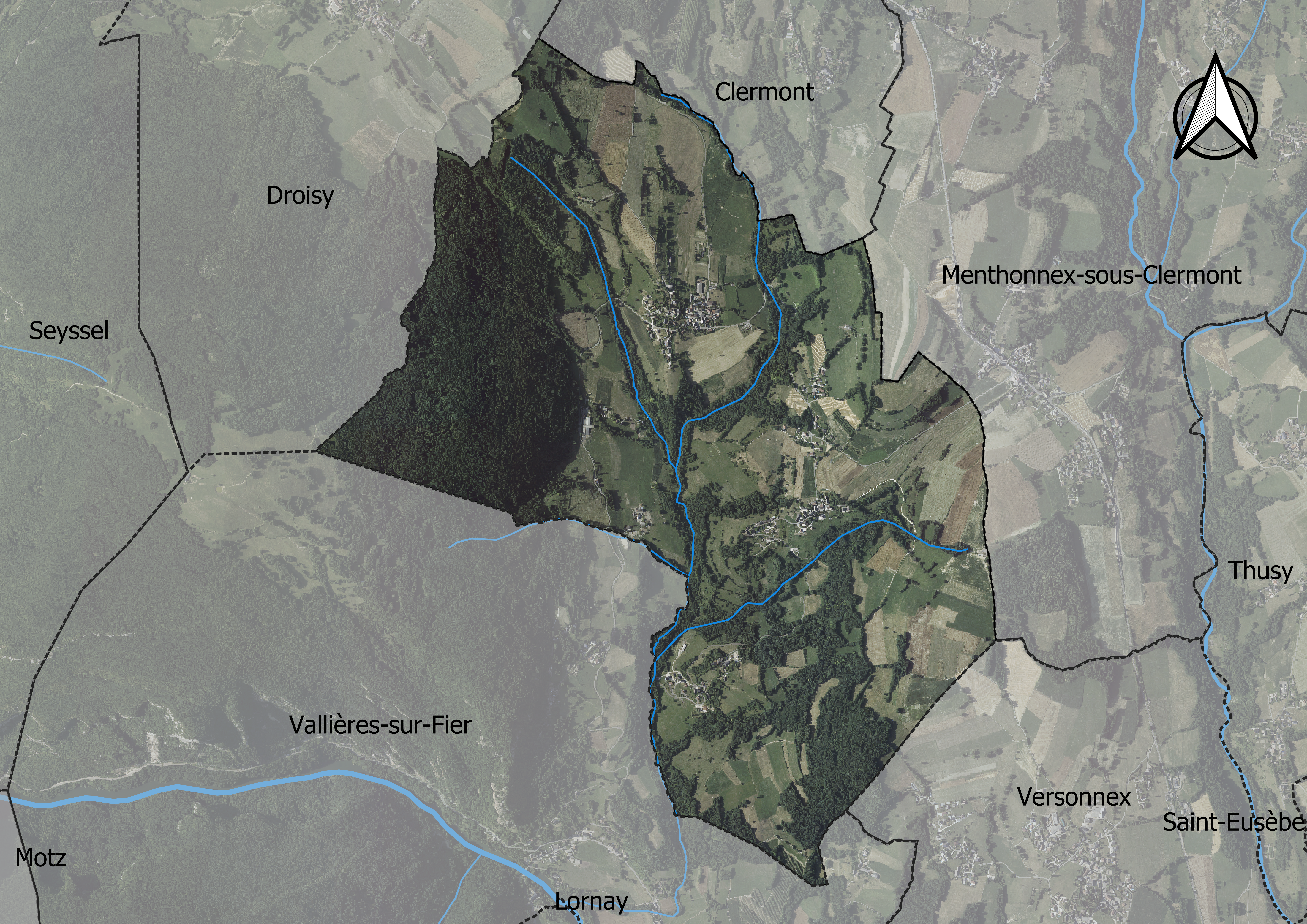
Carte orthophotogrammétrique de la commune.

## Toponymie
En francoprovençal, le nom de la commune s'écrit Krinpnyi-Bonaguéta (graphie de Conflans) ou Crempigni (ORB).

## Politique et administration
| Période                                  | Période   | Identité       | Étiquette | Qualité |
| ---------------------------------------- | --------- | -------------- | --------- | ------- |
| mars 2001                                | mars 2008 | Victor Thomé   | ...       | ...     |
| mars 2008                                | En cours  | Hervé Teyssier | ...       | ...     |
| Les données manquantes sont à compléter. |           |                |           |         |

Elle fait partie de la communauté de communes Rumilly Terre de Savoie.
En juin 2004, les élus de la commune ont engagé une procédure de retrait de la communauté de communes du canton de Rumilly à la suite d'un long contentieux pour des problèmes de facturation. Les élus préférant une intégration dans la Communauté de communes du pays de Seyssel, ils  ont confirmé leur volonté par un vote en avril 2006 et en décembre 2007. La modification n'a pas eu lieu et le 1er janvier 2017, la CC du Pays de Seyssel fusionne avec d'autres communautés de communes pour devenir Usses et Rhône.

## Démographie
L'évolution du nombre d'habitants est connue à travers les recensements de la population effectués dans la commune depuis 1793. Pour les communes de moins de 10 000 habitants, une enquête de recensement portant sur toute la population est réalisée tous les cinq ans, les populations de référence des années intermédiaires étant quant à elles estimées par interpolation ou extrapolation. Pour la commune, le premier recensement exhaustif entrant dans le cadre du nouveau dispositif a été réalisé en 2005.

En 2022, la commune comptait 325 habitants, en évolution de +3,83 % par rapport à 2016 (Haute-Savoie : +6,01 %, France hors Mayotte : +2,11 %).
| 1793 | 1800 | 1806 | 1822 | 1838 | 1848 | 1858 | 1861 | 1866 |
| ---- | ---- | ---- | ---- | ---- | ---- | ---- | ---- | ---- |
| 158  | 157  | 183  | 185  | 302  | 277  | 252  | 211  | 243  |

| 1872 | 1876 | 1881 | 1886 | 1891 | 1896 | 1901 | 1906 | 1911 |
| ---- | ---- | ---- | ---- | ---- | ---- | ---- | ---- | ---- |
| 221  | 220  | 181  | 194  | 174  | 184  | 187  | 156  | 173  |

| 1921 | 1926 | 1931 | 1936 | 1946 | 1954 | 1962 | 1968 | 1975 |
| ---- | ---- | ---- | ---- | ---- | ---- | ---- | ---- | ---- |
| 124  | 113  | 99   | 109  | 100  | 82   | 68   | 44   | 91   |

| 1982 | 1990 | 1999 | 2005 | 2006 | 2010 | 2015 | 2020 | 2022 |
| ---- | ---- | ---- | ---- | ---- | ---- | ---- | ---- | ---- |
| 98   | 114  | 167  | 233  | 238  | 267  | 308  | 321  | 325  |

## Culture locale et patrimoine

### Lieux et monuments
- Un film avec Michel Galabru L'empire du taureau a été tourné à Crempigny, incluant le vieux bar en lieu principal.
- Le coteau sec du Pâquis est classé « espace naturel » départemental.
- Maison-forte de Bevy au hameau de Bevy, ayant appartenu à une branche de la famille de La Faverge.
- Ruines du château de la Crête (au bois Folliet) : ancienne maison forte des comtes de Genève puis résidence des sires de Hauteville. Des sépultures ont été mises au jour dans le château[11].
- Église Saint-Quentin

### Personnalités liées à la commune
- Henri Émery né le 14 juin 1767, fonctionnaire, élu député à la Chambre des représentants, pour le département du Mont-Blanc (12 mai 1815 au 13 juillet 1815)[12].